# Bai
|  | Per a altres significats, vegeu «Pelatge bai». |

Els bai (en xinès: 白族; en pinyin: bai zi, literalment 'poble blanc', a causa dels seus vestits tradicionals) són una de les 56 minories ètniques que reconeix el govern de la República Popular de la Xina, antigament anomenats també min jià (民家), que significa 'casa del poble'. També s'anomenen ells mateixos bai ni o bai huo. El 1956, van aconseguir la denominació oficial de 'nacionalitat Bai'.

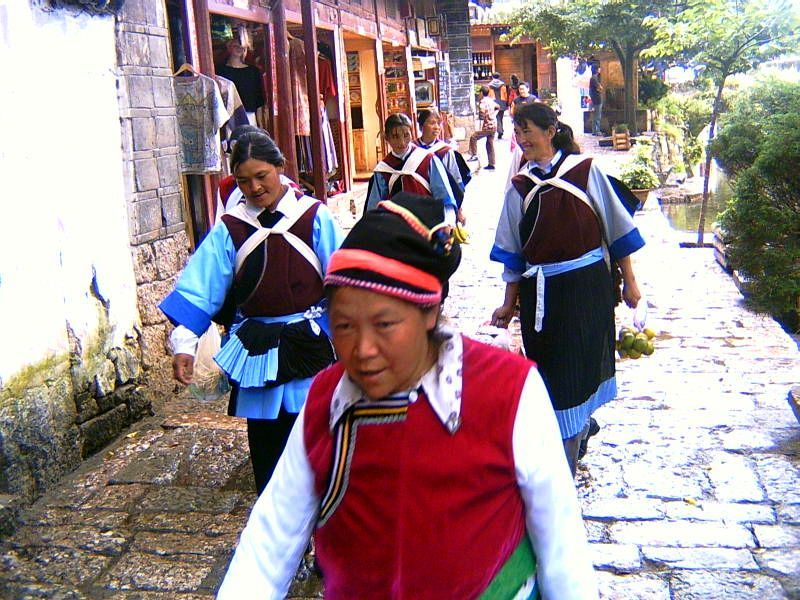
Dona bai amb el vestit tradicional, seguida de dones naxi en un carrer de Lijiang

Els bai són 1.858.063 (2000), un 80% dels quals viu en concentracions urbanes al Zhou Autònom Bai de Dali i al Xian Autònom dels Yi i dels Bai d'Eshan, ambdós a la província de Yunnan. També trobem una petita part d'aquesta ètnia localitzada a les províncies veïnes de Sichuan, Guizhou (Bijie) i Hunan (Sangzhi).

## Llengua
Tenen la seva pròpia llengua, dita també bai, que tradicionalment s'ha vingut considerant que pertany al grup tibetobirmà (família sinotibetana), però aquesta pertinença no és pas evident. Més del 70% del seu lèxic li ha estat manllevat al mandarí. Gràcies a les transformacions fonètiques i tonals, diferents segons l'època que s'ha produït el préstec, és possible distingir un fons de préstecs més antic i un altre de més recent. La resta de paraules que podem considerar pròpiament bai són molt escasses. A més, el bai té una estructura sintàctica de subjecte-verb-objecte, exactament igual que el xinès. Per tots aquests motius, alguns lingüistes actuals tendeixen a considerar aquesta llengua el parent més proper del mandarí, i l'exclouen del grup tibetobirmà.
La llengua bai no té forma escrita, tot i que es pot transcriure utilitzant els caràcters xinesos. Recentment, Zhao Yansun i Xu Lin, lingüistes d'origen bai, han desenvolupat un mètode de transcripció alfabètica i han publicat una gramàtica i un diccionari de la llengua bai. Tot i que uns 900.000 bai encara parlen la seva llengua, l'idioma més utilitzat actualment és el xinès mandarí.
La llengua bai comprèn tres dialectes principals, localitzats a les zones de Dali, Jianchuan i Bijiang. Aquest últim dialecte és el més antic dels tres i utilitza, igual que el de Jianchuan, vocals nasals que ja han desaparegut en la parla de Dali. D'altra banda, el bai de Jianchuan té vuit tons i el de Bijiang, nou. Quatre d'aquests tons comporten una laringalització.

## Història
S'han formulat diverses teories sobre l'origen del poble bai (autoctonia, migració han, fusió de pobles), però cap d'aquestes no resulta prou convincent. La història política dels bai és ben coneguda a partir de la dinastia Tang. Al principi, el territori del bai estava dividit en zhaos independents. Piluoge en va unir sis per formar el Regne de Nanzhao (737-902), que comprenia els bai i els yis. Aquest regne fou succeït per tres dinasties breus, fins que Duan Siping, el 937, establí el Regne de Dali. Se succeïren vint-i-dos reis fins que, el 1253, una invasió mongol va destruir el regne. El 1274, fou constituïda la província de Yunnan, posant fi a cinc segles d'independència bai. El 1951 fou creat el Xian Autònom dels Yi i dels Bai d'Eshan, i el 1956 el Zhou Autònom Bai de Dali, ambdós a la província de Yunnan.

## Cultura

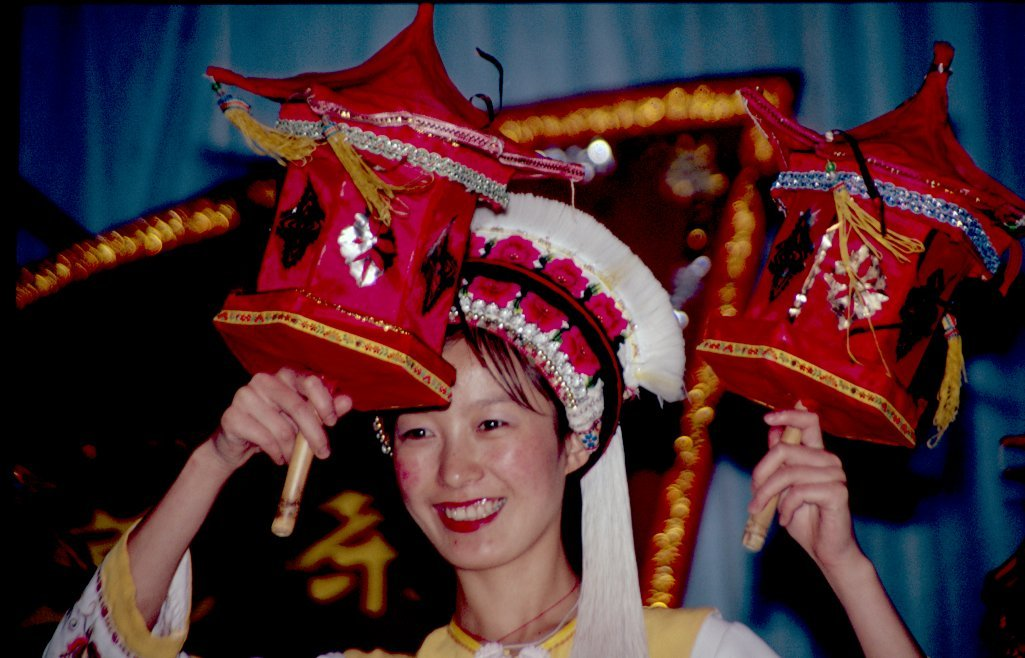
Ballarina bai

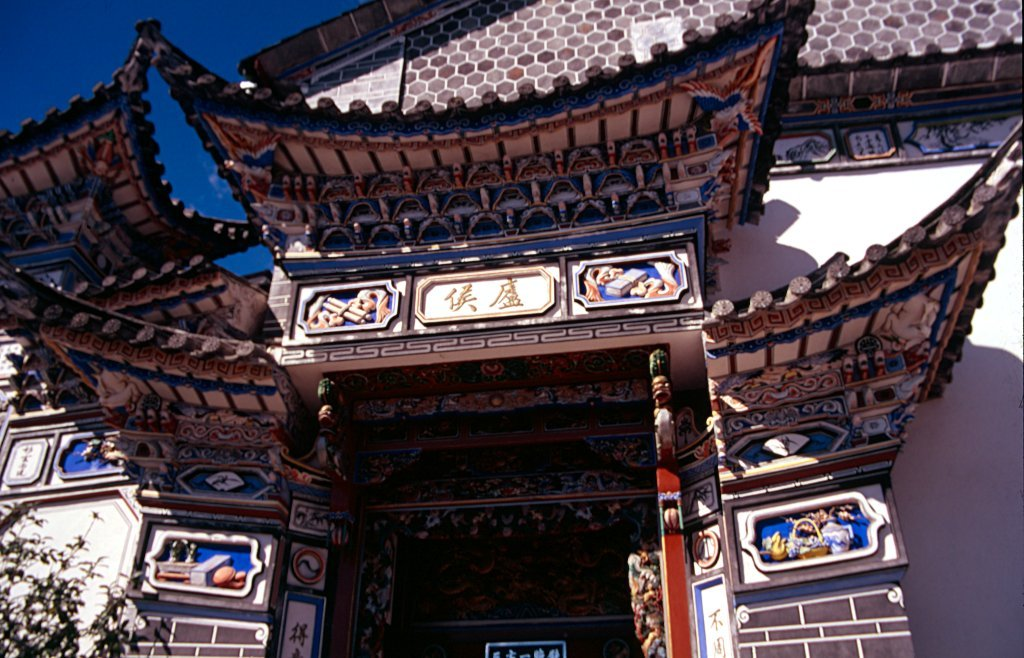
Entrada d'una casa tradicional bai, a Dali

Economia i alimentacióL'economia dels bai es basa en l'agricultura i la pesca. Entre els principals productes agrícoles que produeixen, se'n destaquen l'arròs, les mongetes, el cotó, el tabac i la canya de sucre. Tenen una manera original de pescar amb cormorans ensinistrats amb un collaret ajustat, de manera que no puguin empassar-se el peix capturat. Per menjar, els agraden els sabors forts i especiats, raó per la qual prefereixen la carn i el peix marinats, i preparats amb arròs o farina. Alguns habitants de les muntanyes mengen cereals com a plat principal.
Organització socialPer als bai, el poblat és la unitat social més important després de la família. Els matrimonis són monògams i, al contrari del que s'esdevé en altres ètnies de la Xina, les dones tenen la mateixa consideració social que els homes. Homes i dones fan les mateixes feines al camp. Les dones bai són conegudes per les seves habilitat i resistència, que els permeten transportar càrregues pesants a llargues distàncies. Vestimenta: els homes solen portar una camisa llarga de color blanc. Els vestits de les dones, en canvi, varien en els diversos poblats. Solen portar samarres i armilles. El vestit tradicional de les dones de Dali consisteix en una túnica blanca adornada amb un coll negre o porpra, uns pantalons blaus amples, sabates brodades, braçalets i arracades de plata. També a Dali, porten un barret amb la representació de les quatre bondats: el vent, la flor, la neu i la lluna. En algunes zones, les dones es pentinen d'una manera especial, anomenada fengdiantou, que consisteix a embolicar el cabell amb una tela brodada o de color negre. Al nord, a Jianchuan, els vestits són de colors més foscos i el pentinat més sobri. També es prefereix el color blanc per a la decoració.
Música i festesLa manifestació cultural més important són els cants i les danses, sovint molt antics. Les cançons dels bai consisteixen en diàlegs improvisats entre dues persones (pregunta-resposta), que s'han de fer rimar i ritmar, d'acord amb melodies predeterminades, generalment acompanyades per un instrument de corda anomenat sanxian (literalment, 'tres cordes'). Se celebren diversos festivals tradicionals, que són una manera de conrear el folklore i de retrobar-se la gent dels pobles veïns i, fins i tot, de diverses comarques. El festival més gran és el que se celebra al peu del mont Cangshan, a Dali, entre els dies quinze i vint del tercer mes lunar, amb un origen d'aplec religiós, però ara dedicat a danses i esports tradicionals, així com una fira comercial amb la participació de gent de diferents regions. També en el festival de les torxes, el dia 25 del sisè mes lunar, per demanar salut i una bona collita, es col·loquen pancartes arreu amb missatges de bons auspicis, s'encenen torxes davant de les cases, i els vilatans surten a voltar pels camps amb torxes enceses per destruir els animals que consideren perjudicials. Un altre d'aquests festivals es fa al mont Shibaoshan, al nord-est de Jianchuan, cada tardor (agost, segons el calendari lunar), amb elecció final del millor cantor i, segons la tradició, concertació de molts matrimonis. A Jianchuan, un servei cultural s'ocupa d'organitzar les festes, concursos i espectacles, i també d'enregistrar els cants tradicionals per tal de conservar-los. La influència de la cultura Han (xinesa) i el procés d'urbanització estan provocant que els joves bai cada cop s'allunyin més de les seves tradicions folklòriques.
EsculturaL'escultura és una manifestació artística prou desenvolupada pels bai. Són particularment reconeguts els artesans de Jianchuan que treballen la fusta, en especial per a la decoració de les portes interiors de les cases. També, a Jianchuan, hi ha un important conjunt d'escultures búdiques de l'època de la dinastia Tang, dins de les grutes de Shibaoshan. Durant el segle passat, aquestes estàtues foren greument malmeses per malfactors, però avui es troben inventariades i protegides per l'estat com a monuments històrics. Juntament amb les tres pagodes de Dali (molt restaurades), les estàtues búdiques són la mostra de la influència del budisme a Yunnan sota les dinasties Tang i Song.
ReligióTot i que els bai professen el budisme tibetà, també creuen en un déu local que anomenen Benzhu. Ara bé, la significació d'aquesta divinitat canvia de poble en poble, de manera que per a uns és un déu de la natura, per a altres un príncep del Regne de Nanzhao i, fins i tot, un heroi del folklore local. També hi ha petites minories cristiana i musulmana.